# Ligota Dolna (powiat kluczborski)
Ligota Dolna (niem. Nieder Ellguth) – wieś w Polsce położona w województwie opolskim, w powiecie kluczborskim, w gminie Kluczbork.

## Historia
Od 1774 r. wieś posiadała pieczęć gminną, na której wizerunku przedstawiono krzyż patriarchalny, po lewej litera B; może nawiązanie do herbu Pilawa.
W latach 1954–1961 wieś należała i była siedzibą władz gromady Ligota Dolna, po jej zniesieniu w gromadzie Kluczbork. W latach 1975–1998 miejscowość należała administracyjnie do województwa opolskiego.
Od wschodu Ligota Dolna graniczy z Kluczborkiem, od południa z Kraskowem, od zachodu z Czaplami Wolnymi. Północne tereny Ligoty Dolnej to pola uprawne. Ligota Dolna leży nad rzeką Stobrawą. Obszary tej doliny rzecznej zajmują ligockie łąki. Cechuje ją równinny krajobraz. Wieś ma korzystne położenie komunikacyjne. Bokiem Ligoty Dolnej przebiega droga krajowa nr 42 Kluczbork – Namysłów – Oleśnica – Wrocław. 
Na obszarze wsi nie występują wartościowe surowce mineralne. Są tu gliny, które mają jedynie znaczenie lokalne. Są surowcem dla cegielni położonej w Ligocie Dolnej. Na terenie Ligoty Dolnej znajduje się Kluczborska Strefa Rozwoju. Gleby uprawiane przez mieszkańców wsi są słabe, przeważają gleby V, VI klasy bonitacyjnej. Zabudowa i układ przestrzenny miejscowości tworzy jeden zespół osadniczy z Kluczborkiem. Znaczna część mieszkańców wsi pracuje w Kluczborku, co znajduje swój wyraz w charakterze zabudowy. Zabudowa zagrodowa przeplatana jest budynkami jednorodzinnymi i wielorodzinnymi.
Na terenie wsi działa biblioteka publiczna, przedszkole, świetlica wiejska i Centrum Kształcenia na Odległość.  W miejscowości znajduje się Sala Królestwa Świadków Jehowy jako miejsce zebrań ich dwóch pobliskich zborów: Kluczbork–Byczyna, Kluczbork–Południe. We wsi działa piłkarski Klub Sportowy Stobrawa (KS Stobrawa, dawniej Ludowy Zespół Sportowy (LZS) Ligota Dolna).